# Coptosapelta
Cotosapelta es un género  de plantas con flores perteneciente a la familia Rubiaceae. Comprende 20 especies descritas y de estas, solo 4 aceptadas.

## Taxonomía
El género fue descrito por Pieter Willem Korthals y publicado en Nederlandsch Kruidkundig Archief. Verslangen en Mededelingen der Nederlandsche Botanische Vereeniging 2(2): 112. 1851.
Etimología
Cotosapelta: nombre genérico  

## Especies aceptadas
A continuación se brinda un listado de las especies del género Coptosapelta aceptadas hasta mayo de 2015, ordenadas alfabéticamente. Para cada una se indica el nombre binomial seguido del autor, abreviado según las convenciones y usos.	
- Coptosapelta beccari Valeton
- Coptosapelta carrii Merr. & L.M.Perry
- Coptosapelta diffusa (Champ. ex Benth.) Steenis
- Coptosapelta flavescens Korth.
- Coptosapelta fuscescens Valeton
- Coptosapelta griffithii Hook.f.
- Coptosapelta hameliiblasta (Wernham) Valeton
- Coptosapelta hammii Valeton
- Coptosapelta janowskii Valeton
- Coptosapelta laotica Valeton
- Coptosapelta lutescens Valeton
- Coptosapelta maluensis Valeton
- Coptosapelta montana Korth. ex Valeton
- Coptosapelta olaciformis (Merr.) Elmer
- Coptosapelta parviflora Ridl.
- Coptosapelta valetonii Merr.